# Cemerîsî-Barski, Bar
Cemerîsî-Barski (în ucraineană Чемериси-Барські) este un sat în comuna Balkî din raionul Bar, regiunea Vinnița, Ucraina.

## Demografie
Componența lingvistică a localității Cemerîsî-Barski
     Ucraineană (98,37%)
     Rusă (1,2%)
Conform recensământului din 2001, majoritatea populației localității Cemerîsî-Barski era vorbitoare de ucraineană (98,37%), existând în minoritate și vorbitori de rusă (1,2%).